# Айк Брофловски
Сэр Айк Мо́йша Брофло́вски (англ. Ike Moisha Broflovski) — персонаж мультипликационного сериала «Южный парк», сводный брат Кайла Брофловски, приёмный сын Джеральда и Шейлы Брофловски, сын Гарри и Элизы Гинтс.
Айк появляется в сериале, начиная с пилотного эпизода «Картман и анальный зонд». У него маленькое детское тело и большая голова, устроенная так же, как и головы всех канадцев в сериале — маленькие глаза и верхняя часть, дёргающаяся вверх, когда он разговаривает. Как и другие канадцы в сериале, своим внешним обликом он пародирует типичное американское представление о канадцах как «неполноценных» людях. Можно предположить, что имя Айка является каламбуром, основанным на еврейском имени Исаак (Айзек) и пренебрежительном прозвище евреев «Kike» (русский аналог — жид).
Голос Айка, как и других маленьких детей в сериале, принадлежит различным детям, обычно — родственникам членов съёмочной группы сериала. Первоначально Айк был озвучен сыном аудиопродюсера сериала (просто потому, что под рукой у отца нашлись записи с его голосом); позже фразы Айка записывались у нескольких детей уже в студии.
День рождения Айка — 17 декабря.

## Биография
Настоящие родители Айка — Гарри и Элиза Гинтс, канадцы, которые при рождении назвали Айка Питером. Они отдали сына на усыновление, поскольку в Канаде происходили внутренние конфликты, они решили, что у них не получится воспитывать ребёнка.
В сериях первого сезона сериала с Айком происходит несколько необычных событий: его похищают инопланетяне («Картман и анальный зонд»), он увеличивается до гигантских размеров («Меха-Стрейзанд»). В эпизоде «Пиписька Айка» Айку делают обрезание; в этой серии Кайл впервые узнаёт, что Айк ему не родной брат и что он канадец.
В эпизоде «Школьный портфель» Айк идёт в детский сад к мистеру Гаррисону — в этом эпизоде говорится, что ему 3 года, но он поступает в детский сад благодаря своей гениальности. За это его поначалу не очень хорошо принимают остальные детсадовцы (тем более что мистер Гаррисон решает называть его «Айк — гений»); когда начинаются выборы президента класса и мистер Гаррисон выдвигает кандидатуру Айка, голоса разделяются между ним и Филмором. После многодневных разбирательств и визита Рози О'Доннелл Филмор сам снимает свою кандидатуру, и Айк выигрывает.
В эпизоде «Рождество в Канаде» настоящие родители являются за Айком и требуют вернуть его обратно. Суд решает вернуть Айка-Питера им, поскольку это соответствует законам нового канадского премьер-министра. Тогда Кайл с друзьями отправляются в Канаду, чтобы поговорить с премьер-министром лично; несмотря на то, что им пытается помешать Скотт, они добираются до министра и выясняют, что это Саддам Хусейн. Его законы аннулируются, а родители Айка понимают, что он — ребёнок Брофловских и возвращают его.
В эпизоде «Кубок Стэнли» Айк участвует в детской хоккейной команде, которую тренирует Стэн — благодаря тому, что он канадец, у него лучше других игроков получается забивать шайбу в ворота (другие дети вообще не могут этого сделать). Тем не менее, команда терпит жестокое поражение от взрослой команды Detroit Red Wings.
В эпизоде «Учительница соблазняет мальчика» у Айка начинаются отношения с воспитательницей детского сада мисс Стивенсон, и он теряет невинность. Их отношениям пытается помешать сначала Кайл, а потом и Шейла, однако в конце концов они решают сбежать в Милан (на эту идею Айк отвечает: «Ура, Мулан!», путая Милан с героиней диснеевского мультфильма «Мулан»). Когда в отеле до них добирается полиция, они решают вдвоём спрыгнуть с крыши. Однако Айк в последний момент прислушивается к словам Кайла и останавливается; мисс Стивенсон с криком «Айк?» летит с крыши. (В основу сюжетной линии взаимоотношений мисс Стивенсон и Айка легло дело Дэбры ЛэйФэйв, осужденённой за сексуальное насилие по отношению к 14-летнему мальчику).
В эпизоде «Канада бастует» Айк, являющийся канадцем, поддерживает обще-канадскую забастовку, чтобы получить «больше денег», а в эпизоде «О прошлой ночи» его нанимает банда МакКейна-Обамы для реализации своего плана.
В эпизоде «Королевский пудинг» принцесса Канады даровала Айку титул рыцаря.

## Характер
Айк очень любит своего старшего брата. В пилотном эпизоде он увязывается вслед за ним в школу (и, по словам Кайла, это происходит не первый раз). Обычно Айк повторяет за братом его слова, даже ругательства. Айк и Кайл очень любят играть в игру «Пни малыша»: она вызвана тем, что Айк напоминает футбольный мяч. Она начинается с того, что Кайл говорит: «Готов, Айк? Пнём малыша!», Айк отвечает: «Не пинай малыша!», но Кайл всё равно пинает его куда-нибудь подальше (иногда разбивая стёкла или ломая что-нибудь). Хотя, казалось бы, Айк должен быть не в восторге от этого, часто во время игры он смеётся и веселится. Один из немногих конфликтов Кайла и Айка происходит, когда Кайл узнаёт, что Айк — не родной, а приёмный сын его родителей; однако в дальнейшем они снова мирятся. Ещё один мелкий конфликт случается, когда Кайл хочет переключить телеканал во время просмотра Айком новостей. Наконец, в эпизоде «Учительница соблазняет мальчика», когда Кайл старается помешать встречам брата с мисс Стивенсон, Айк говорит брату: «Ты умер для меня, Кайл» (англ. Your are dead to me, Kyle!). Однако в конце эпизода они мирятся и обнимаются. А в серии «Приручая киску» Айк теряет общий интерес с Кайлом, оказалось что у Айка запор и ему по ошибке вместо слабительного прислали гормоны, которые были прописаны спортсмену, но Кайл смог помириться со своим братом. Хотя Кайл часто говорит об Айке презрительно, он всегда выручает его из трудных ситуаций и, что видно по множеству эпизодов, очень любит Айка.
Айк часто пытается произносить какие-то слова, но, как правило, делает это с ошибками. К примеру, повторяя ругательство из фильма Терренса и Филлипа «говноед, ослов ебавший» (англ. donkey-raping shit eater), он произносит что-то вроде: «ганае осло ибаса» (англ. dopey wayring sheedeeder). Хотя в эпизоде «Новая модная вагина мистера Гаррисона» он оказывается способен произнести «пенис» и «вагина», а в серии «Шоу закрыто» он говорит Кайлу «отсоси» (англ. Suck my balls); более того, в эпизоде «Учительница соблазняет мальчика» Айк вполне отчётливо говорит матери «I love you» и Кайлу — «You are dead to me». Так или иначе, основной лексикон, с помощью которого Айк общается и отвечает на вопросы, составляют выражения:
- Cookie Monster (Бисквитное чудище, персонаж «Улицы Сезам»). К примеру, в серии «Пиписька Айка» Айк, показывая Кайлу фотоальбом, говорит: «Cookie Monster, 2 3 4 5».
- No. К примеру, Айк отвечает «Нет» на вопрос о том, куда делся один из скаутов, в эпизоде «Иубилей».
- Ring Around the Rosy (название популярной народной песни и игры). К примеру, когда Айк ругается с Кайлом в эпизоде «Учительница соблазняет мальчика», слышно, что он произносит эту фразу сердитым тоном.
- Kookenbaker.
- I pooped my pants (Я накакал в штаны). К примеру, так Айк реагирует на сообщение о том, что выиграл выборы в президенты класса.
- Ice cream… and chocolate (Мороженое… и шоколад).
- Boom, Baby! (Бум, детка!).
- Всяческое неразборчивое бормотание.

Но в эпизоде «Мёртвые знаменитости», пародии на «Шестое чувство», Айк уже осознанно и членораздельно, не меняя при этом голоса, разговаривает, просит о помощи и отвечает на вопросы психолога.

### Таланты
Несмотря на проблемы с разговорным языком, Айк умеет петь. Он пробуется на певца в мальчиковой группе Картмана в эпизоде «Кое-что, что можно сделать пальцем», исполняя несколько простеньких песенок (впрочем, Картман его решительно отвергает). Позже, в эпизоде «День эрекции», Айк исполняет на школьном конкурсе талантов народную песенку «The Yankee Doodle Boy». Также Айка можно заметить поющим среди прочих детсадовцев в маленькой сценке на День благодарения в серии «Хелен Келлер! Мюзикл».
Уже упоминались спортивные таланты Айка, благодаря которым он бы, возможно, помог выиграть команде Стэна, если бы играть против них не поставили взрослую команду. Хоккейный талант Айка — черта, характерная для стереотипного канадца.
Айк раньше многих других куда более старших детей знакомится с некоторыми сторонами жизни. Он в возрасте около трёх лет теряет девственность, а в эпизоде «Угроза самодовольства!» пробует LSD, причём сразу же тройную дозу (из-за своей самодовольности Джеральд уезжает в Сан-Франциско, лишив своих детей всех друзей и сам замыкаясь в самолюбовании).
Айк уже в трёхлетнем возрасте играет в World of Warcraft. Так в эпизоде «Занимайтесь любовью, а не Warcraft'ом» он играет за человека-жреца и вместе с персонажами четвероклассников (у Айка самый лучший боевой комплект среди его товарищей) тщетно пытается убить персонажа Грифера Дженкинса, а во время боя накладывает в штаны.

### Гениальность
В четвёртом сезоне впервые упоминается гениальность Айка, который в трёхлетнем возрасте уже идёт в детский сад. В других эпизодах также можно заметить намёки на невероятные способности Айка. В фильме «Саут-Парк: большой, длинный и необрезанный» показано, что он умеет неплохо играть на губной гармошке (это происходит, когда Кайл запирает его на чердаке, чтобы его не арестовали из-за канадского происхождения). Известно, что Айк пишет музыку, читает Джона Стейнбека и каждый вечер ровно час смотрит новостную программу The NewsHour with Jim Lehrer. В эпизоде «Иубилей» Айк мастерит из макарон отличную репродукцию картины Леонардо да Винчи «Тайная вечеря», однако это вызывает недовольство его руководителя — «в еврейском лагере нельзя делать из макарон „Тайную вечерю“». В эпизоде «О прошлой ночи» участвует в хитроумном ограблении, задуманном Бараком Обамой и Джоном Маккейном.